# Žofie Sasko-Kobursko-Saalfeldská
Žofie Sasko-Kobursko-Saalfeldská (16. nebo 19. srpna 1778 Coburg – 8. nebo 9. července 1835 Tušimice) byla sasko-kobursko-saalfeldskou princeznou, sestrou Viktorie Sasko-Kobursko-Saalfeldské a Leopolda I. Belgického a tetou královny Viktorie. Sňatkem se stala hraběnkou z Mensdorff-Pouilly.
Narodila se v Coburgu jako nejstarší potomek Františka Sasko-Kobursko-Saalfeldského a Augusty Reuss Ebersdorf.

## Život
Žofie měla obzvláště blízký vztah se svou sestrou Antoinettou, obě často navštěvovaly Schloss Fantaisie, útočiště francouzských emigrantů. Tam také potkala svého budoucího manžela, Emanuela von Mensdorff-Pouilly. Vzali se 23. února 1804 v Coburgu. Její manžel byl v roce 1818 povýšen na hraběte.
V roce 1806 byl její manžel v Saalfeldu, vedlejší rezidenci koburského dvora, a proto se mohl zúčastnit bitvy u Saalfeldu.
V letech 1824 až 1834 žila Žofie v Mohuči, kde byl Emanuel velitelem spolkové pevnosti; zde byla obecně označována jako "princezna". Aktivně působila jako spisovatelka a v roce 1830 zveřejnila svou romantickou sbírku pohádek, Mährchen und Erzählungen. Stala se nositelkou Řádu sv. Kateřiny.
Žofie zemřela v Tušimicích v Čechách. Byla jako první pohřbena v nové rodinné hrobce Mensdorffů v parku zámku Nečtiny.

## Potomci
Žofie měla s Emanuelem šest synů:
- 1. Hugo Ferdinand Mensdorff-Pouilly (24. srpna 1806, Coburg – 21. října 1847, Velbert)
- 2. Alfons Friedrich Mensdorff-Pouilly (25. ledna 1810, Coburg – 10. února 1894, Boskovice), poslanec Moravského zemského sněmu 1861–1871, starosta Boskovic 1864–1876
⚭ 1843 Terezie z Ditrichštejna (31. srpna 1823, Vídeň – 29. prosince 1856, tamtéž)
⚭ 1862 Marie Terezie Lambergová (31. prosince 1833, Varšava – 1. února 1876)
- 3. Alfred Karel Mensdorff-Pouilly (23. ledna 1812 – 27. dubna 1814, Amorbach, Dolní Franky)
- 4. Alexandr Mensdorff-Pouilly (4. srpna 1813, Coburg – 14. února 1871, Praha), od roku 1868 první kníže z Ditrichštejna na Mikulově, 6. český místodržitel 1870–1871, 9. ministr zahraničních věcí Rakouského císařství 1864–1866, ⚭ 1857 Alexandrina Dietrichstein-Mensdorff-Pouilly (28. února 1824, Praha – 22. února 1906, Vídeń)
- 5. Leopold Emanuel Mensdorff-Pouilly (18. března 1815, Coburg – 5. května 1821, Praha)
- 6. Artur August Mensdorff-Pouilly (19. června 1817, Coburg – 23. dubna 1904, Pressath)
⚭ 1853 Magdalene Kremzow (1835–1899), rozvod v roce 1882
⚭ 1902 Bianca Albertina von Wickenburg (6. října 1837, Štýrský Hradec – 19. září 1912, Velenje)

## Vývod z předků
|                                    |                                                   |  |                             |                                                |  |  |  |  |  |  |  | Jan Arnošt IV. Sasko-Kobursko-Saalfeldský |
|                                    |                                                   |  |                             |                                                |  |  |  |  |  |  |  |                                           |
|                                    | František Josiáš Sasko-Kobursko-Saalfeldský       |  |                             |                                                |  |  |  |  |  |  |  |                                           |
|                                    |                                                   |  |                             |                                                |  |  |  |  |  |  |  |                                           |
|                                    |                                                   |  |                             | Šarlota Jana Waldecko-Wildungenská             |  |  |  |  |  |  |  |                                           |
|                                    |                                                   |  |                             |                                                |  |  |  |  |  |  |  |                                           |
|                                    | Arnošt Fridrich Sasko-Kobursko-Saalfeldský        |  |                             |                                                |  |  |  |  |  |  |  |                                           |
|                                    |                                                   |  |                             |                                                |  |  |  |  |  |  |  |                                           |
|                                    |                                                   |  |                             | Ludvík Fridrich I. Schwarzbursko-Rudolstadtský |  |  |  |  |  |  |  |                                           |
|                                    |                                                   |  |                             |                                                |  |  |  |  |  |  |  |                                           |
|                                    | Anna Žofie Schwarzbursko-Rudolstadtská            |  |                             |                                                |  |  |  |  |  |  |  |                                           |
|                                    |                                                   |  |                             |                                                |  |  |  |  |  |  |  |                                           |
|                                    |                                                   |  |                             | Anna Žofie Sasko-Gothajsko-Altenburská         |  |  |  |  |  |  |  |                                           |
|                                    |                                                   |  |                             |                                                |  |  |  |  |  |  |  |                                           |
|                                    | František Sasko-Kobursko-Saalfeldský              |  |                             |                                                |  |  |  |  |  |  |  |                                           |
|                                    |                                                   |  |                             |                                                |  |  |  |  |  |  |  |                                           |
|                                    |                                                   |  |                             | Ferdinand Albrecht I. Brunšvicko-Lüneburský    |  |  |  |  |  |  |  |                                           |
|                                    |                                                   |  |                             |                                                |  |  |  |  |  |  |  |                                           |
|                                    | Ferdinand Albrecht II. Brunšvicko-Wolfenbüttelský |  |                             |                                                |  |  |  |  |  |  |  |                                           |
|                                    |                                                   |  |                             |                                                |  |  |  |  |  |  |  |                                           |
|                                    |                                                   |  |                             | Kristýna Hesensko-Eschwegská                   |  |  |  |  |  |  |  |                                           |
|                                    |                                                   |  |                             |                                                |  |  |  |  |  |  |  |                                           |
|                                    | Žofie Antonie Brunšvicko-Wolfenbüttelská          |  |                             |                                                |  |  |  |  |  |  |  |                                           |
|                                    |                                                   |  |                             |                                                |  |  |  |  |  |  |  |                                           |
|                                    |                                                   |  |                             | Ludvík Rudolf Brunšvicko-Wolfenbüttelský       |  |  |  |  |  |  |  |                                           |
|                                    |                                                   |  |                             |                                                |  |  |  |  |  |  |  |                                           |
|                                    | Antonie Amálie Brunšvicko-Wolfenbüttelská         |  |                             |                                                |  |  |  |  |  |  |  |                                           |
|                                    |                                                   |  |                             |                                                |  |  |  |  |  |  |  |                                           |
|                                    |                                                   |  |                             | Kristýna Luisa Öttingenská                     |  |  |  |  |  |  |  |                                           |
|                                    |                                                   |  |                             |                                                |  |  |  |  |  |  |  |                                           |
| 'Žofie Sasko-Kobursko-Saalfeldská' |                                                   |  |                             |                                                |  |  |  |  |  |  |  |                                           |
|                                    |                                                   |  |                             |                                                |  |  |  |  |  |  |  |                                           |
|                                    |                                                   |  | Jindřich X. Reuss Ebersdorf |                                                |  |  |  |  |  |  |  |                                           |
|                                    |                                                   |  |                             |                                                |  |  |  |  |  |  |  |                                           |
|                                    | Jindřich XXIX. Reuss Ebersdorf                    |  |                             |                                                |  |  |  |  |  |  |  |                                           |
|                                    |                                                   |  |                             |                                                |  |  |  |  |  |  |  |                                           |
|                                    |                                                   |  |                             | Erdmuthe Benigna ze Solms-Laubachu             |  |  |  |  |  |  |  |                                           |
|                                    |                                                   |  |                             |                                                |  |  |  |  |  |  |  |                                           |
|                                    | Jindřich XXIV. Reuss Ebersdorf                    |  |                             |                                                |  |  |  |  |  |  |  |                                           |
|                                    |                                                   |  |                             |                                                |  |  |  |  |  |  |  |                                           |
|                                    |                                                   |  |                             | Wolfgang z Castell-Castellu                    |  |  |  |  |  |  |  |                                           |
|                                    |                                                   |  |                             |                                                |  |  |  |  |  |  |  |                                           |
|                                    | Žofie Teodora z Castell-Remlingenu                |  |                             |                                                |  |  |  |  |  |  |  |                                           |
|                                    |                                                   |  |                             |                                                |  |  |  |  |  |  |  |                                           |
|                                    |                                                   |  |                             | Dorothea Renata zo Zinzendorf-Pottendorfu      |  |  |  |  |  |  |  |                                           |
|                                    |                                                   |  |                             |                                                |  |  |  |  |  |  |  |                                           |
|                                    | Augusta Reuss Ebersdorf                           |  |                             |                                                |  |  |  |  |  |  |  |                                           |
|                                    |                                                   |  |                             |                                                |  |  |  |  |  |  |  |                                           |
|                                    |                                                   |  |                             | Jiří Albrecht II. Erbach-Fürstenau             |  |  |  |  |  |  |  |                                           |
|                                    |                                                   |  |                             |                                                |  |  |  |  |  |  |  |                                           |
|                                    | Jiří August z Erbach-Schönbergu                   |  |                             |                                                |  |  |  |  |  |  |  |                                           |
|                                    |                                                   |  |                             |                                                |  |  |  |  |  |  |  |                                           |
|                                    |                                                   |  |                             | Anna Dorothea Hohenlohe-Waldenburg             |  |  |  |  |  |  |  |                                           |
|                                    |                                                   |  |                             |                                                |  |  |  |  |  |  |  |                                           |
|                                    | Karolína Ernestýna z Erbach-Schönbergu            |  |                             |                                                |  |  |  |  |  |  |  |                                           |
|                                    |                                                   |  |                             |                                                |  |  |  |  |  |  |  |                                           |
|                                    |                                                   |  |                             | Ludvík Kristián Stolberg-Gedern                |  |  |  |  |  |  |  |                                           |
|                                    |                                                   |  |                             |                                                |  |  |  |  |  |  |  |                                           |
|                                    | Ferdinanda Henrietta ze Stolberg-Gedernu          |  |                             |                                                |  |  |  |  |  |  |  |                                           |
|                                    |                                                   |  |                             |                                                |  |  |  |  |  |  |  |                                           |
|                                    |                                                   |  |                             | Kristýna Meklenbursko-Güstrowská               |  |  |  |  |  |  |  |                                           |
|                                    |                                                   |  |                             |                                                |  |  |  |  |  |  |  |                                           |